# Władysław Orlewski
Władysław Stefan Orlewski (ur. 15 lutego 1901 w Warszawie, zm. 11 listopada 1984) – polski lekarz i polityk, poseł na Sejm PRL III i IV kadencji.

## Życiorys
Syn Władysława Smacznego i Anny z domu Hajnrych, urodził się jako Władysław Smaczny. W 1924 zmienił nazwisko na Orlewski. W 1928 otrzymał stopień doktora wszech nauk lekarskich na Uniwersytecie Warszawskim. W 1929 poślubił Marię Knapschajs. W 1929 został kierownikiem ośrodka zdrowia w Ozorkowie, ponadto był lekarzem domowym Ubezpieczalni Społecznej. Specjalizował się w chorobach wewnętrznych. W latach 1935–1939 pełnił funkcję wiceburmistrza Ozorkowa.
Po zakończeniu II wojny światowej przeprowadził się do Gliwic, gdzie został ordynatorem oddziału chorób wewnętrznych w szpitalu miejskim. Należał do Polskiej Zjednoczonej Partii Robotniczej, pełnił mandat radnego Miejskiej Rady Narodowej w Gliwicach. W 1961 i 1965 był wybierany na posła na Sejm PRL III i IV kadencji z okręgu Gliwice. Przez dwie kadencje zasiadał w Komisji Zdrowia i Kultury Fizycznej.
Pochowany wraz z córką Ewą Juskowiak (1934–1995) na cmentarzu komunalnym Północnym w Warszawie (kwatera W-II-11-6-2).

## Ordery i odznaczenia
- Krzyż Kawalerski Orderu Odrodzenia Polski
- Złoty Krzyż Zasługi (22 lipca 1947)[2]
- Odznaka 1000-lecia Państwa Polskiego (1966)[3]
- Złota Odznaka „Zasłużonemu dla Województwa Katowickiego”